# Castillo de los Moros
Castillo de los Moros är ett slott i Spanien.   Det ligger i provinsen Murcia och regionen Murcia, i den sydöstra delen av landet, 400 km sydost om huvudstaden Madrid.
Terrängen runt Castillo de los Moros är kuperad österut, men åt nordväst är den platt. Havet är nära Castillo de los Moros åt sydväst. Runt Castillo de los Moros är det tätbefolkat, med 331 invånare per kvadratkilometer. Närmaste större samhälle är Cartagena, 4,3 km nordväst om Castillo de los Moros. 